# Tor putitora
 Tor putitora és una espècie de peix cipriniforme de la família dels ciprínids.

## Morfologia
Els mascles poden assolir els 275 cm de longitud total i els 54 kg de pes.

## Distribució geogràfica
Es troba a l'Afganistan, el Pakistan, l'Índia, el Nepal, Bangladesh, Bhutan i Myanmar.